# Alguien tenía que decirlo
Alguien tenía que decirlo fue un programa de televisión que se emitía en la sobremesa de La Sexta desde el 12 de noviembre de 2012 hasta el 30 de noviembre del mismo año. El programa, presentado por Dani Rovira, Txabi Franquesa y David Broncano, repasaba la actualidad social y del corazón en tono humorístico. La improvisación por parte de los presentadores y la interacción con gente que pasaba por la calle eran otros de los puntos fuertes del formato.

## Historia
Alguien tenía que decirlo comenzó sus emisiones el lunes 12 de noviembre de 2012 a las 15:35. El programa, que se emite de lunes a viernes en La Sexta, cuenta con Dani Rovira, Txabi Franquesa y David Broncano como presentadores, y con la reportera Claudina Mata. Sin embargo, tras 15 programas emitidos y al no haber cumplido las expectativas en cuanto a las audiencias, el programa fue cancelado emitiendo su último programa el 30 de noviembre de 2012.

## Equipo del programa

### Presentadores
- Dani Rovira
- Txabi Franquesa
- David Broncano

### Reporteros
- Claudina Mata

## El plató
El espacio de La Sexta se grabó en un antiguo concesionario de vehículos situado en la Calle de Alcalá, 232 (Madrid). Se trata de un amplio local que hace esquina con la Calle de José María Fernández Lanseros. El plató del programa está casi enfrente del mercado de abastos Las Ventas, y a tan solo 5 minutos de la Plaza de Toros de Las Ventas.
El plató se divide en dos zonas diferenciadas. En la parte central se encuentra un sofá de piel en el que los presentadores analizan cada día las distintas noticias de actualidad social. La decoración es más bien simple, formada por paquetes o fardos de periódicos y revistas de prensa del corazón que se amontonan en torno al sofá. En uno de los laterales del local, hay un pequeño office, una zona tranquila para tomarse un café o cualquier otra cosa de manera relajada. Con una pequeña barra, el espacio cuenta con varios taburetes y una pantalla de televisión.
El local también cuenta con amplios escaparates, por lo que los peatones pueden aparecer también en el programa, formando parte del público.

## Secciones del programa
El programa se divide en secciones, que no siempre son las mismas en todos los programas:
- By the FaceBook
- Envidia porcina
- Fuga de Celebros
- La calle lo casca
- Las Gutinews
- Mr. Patata
- Señoritos Doubtfire
- Seis polvos de separación
- Tu cara me aterra
- Tú pasas el Pronto y yo el Cuore
- Oh my Glam
- 20 segundos sin corazón
- Navratilovos

## Audiencias
| Temporada | Temporada | Episodios | Estreno                 | Final                   | Audiencia media | Audiencia media | Audiencia media |
| Temporada | Temporada | Episodios | Estreno                 | Final                   | Espectadores    | Cuota           |                 |
| --------- | --------- | --------- | ----------------------- | ----------------------- | --------------- | --------------- | --------------- |
|           | 1         | 15        | 12 de noviembre de 2012 | 30 de noviembre de 2012 | 482 000         | 3,4%            |                 |

| Capítulo | Día de la semana | Fecha                   | Espectadores | Share |
| -------- | ---------------- | ----------------------- | ------------ | ----- |
| 01       | Lunes            | 12 de noviembre de 2012 | 626.000      | 4,4%  |
| 02       | Martes           | 13 de noviembre de 2012 | 469.000      | 3,3%  |
| 03       | Miércoles        | 14 de noviembre de 2012 | 661.000      | 4,2%  |
| 04       | Jueves           | 15 de noviembre de 2012 | 437.000      | 3,1%  |
| 05       | Viernes          | 16 de noviembre de 2012 | 532.000      | 3,8%  |
| 06       | Lunes            | 19 de noviembre de 2012 | 489.000      | 3,6%  |
| 07       | Martes           | 20 de noviembre de 2012 | 440.000      | 3,2%  |
| 08       | Miércoles        | 21 de noviembre de 2012 | 316.000      | 2,3%  |
| 09       | Jueves           | 22 de noviembre de 2012 | 551.000      | 4,1%  |
| 10       | Viernes          | 23 de noviembre de 2012 | 499.000      | 3,5%  |
| 11       | Lunes            | 26 de noviembre de 2012 | 404.000      | 2,8%  |
| 12       | Martes           | 27 de noviembre de 2012 | 504.000      | 3,5%  |
| 13       | Miércoles        | 28 de noviembre de 2012 | 454.000      | 3,2%  |
| 14       | Jueves           | 29 de noviembre de 2012 | 408.000      | 2,9%  |
| 15       | Viernes          | 30 de noviembre de 2012 | 439.000      | 3,0%  |

## Datos de audiencias
- Récord de share o cuota de pantalla: el lunes 12 de noviembre de 2012 (su estreno), con un 4,4%.
- Récord de espectadores: el miércoles 14 de noviembre de 2012, con 661.000 espectadores.
- Mínimo de share o cuota de pantalla: el miércoles 21 de noviembre de 2012, con un 2,3%.
- Mínimo de espectadores: el miércoles 21 de noviembre de 2012, con 316.000 espectadores.